# Pristimantis versicolor
Pristimantis versicolor är en groddjursart som först beskrevs av Lynch 1979.  Pristimantis versicolor ingår i släktet Pristimantis och familjen Strabomantidae. IUCN kategoriserar arten globalt som sårbar. Inga underarter finns listade i Catalogue of Life.